# Szramowo (województwo kujawsko-pomorskie)
Szramowo – wieś w Polsce położona w województwie kujawsko-pomorskim, w powiecie brodnickim, w gminie Zbiczno, przy trasie zawieszonej obecnie linii kolejowej Brodnica – Iława (stacja kolejowa PKP Szramowo).

## Podział administracyjny
W latach 1975–1998 miejscowość położona była w województwie toruńskim.

## Demografia
Według Narodowego Spisu Powszechnego (III 2011 r.) liczyło 126 mieszkańców. Jest dwunastą co do wielkości miejscowością gminy Zbiczno.